# X.25

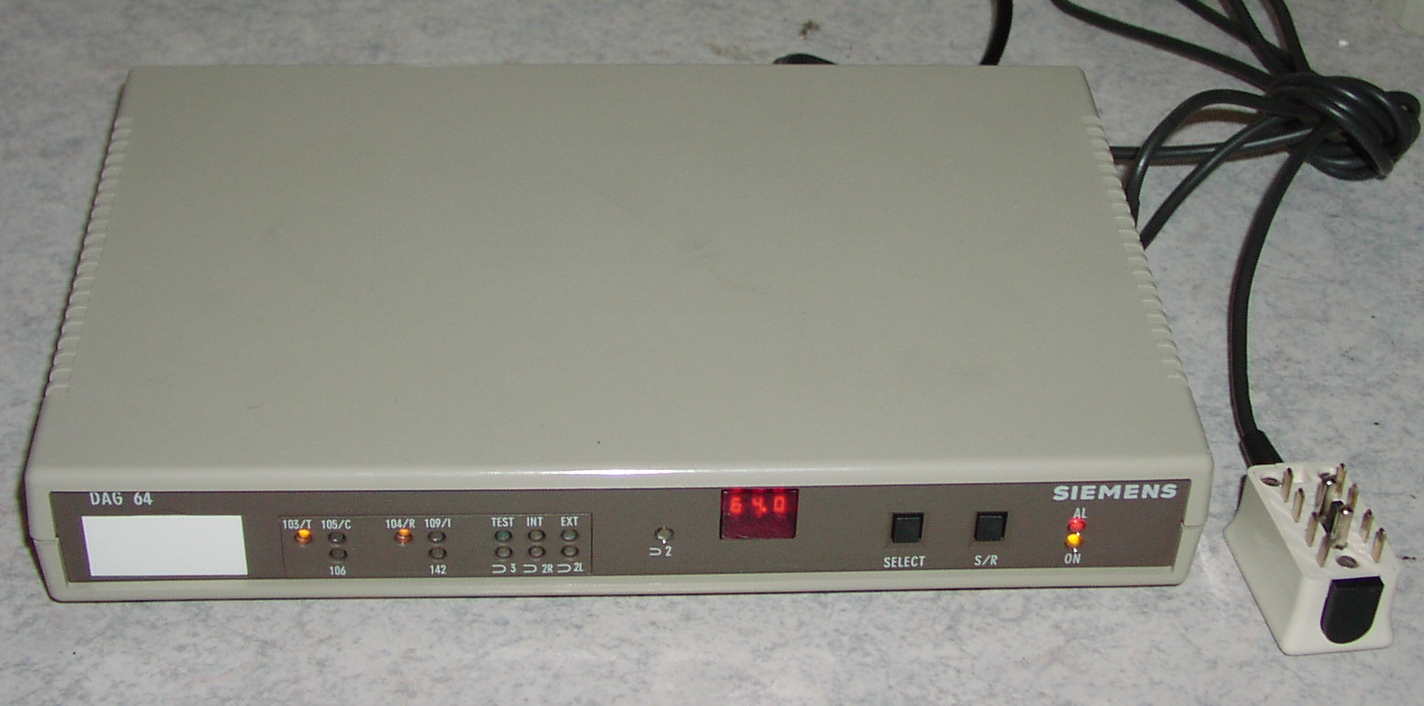
X.25-modem.

X.25 är en förbindelseorienterad paketförmedlad nätverkstjänst, för synkron datatrafik. Den ursprungliga standarden togs fram av CCITT, numera ITU, 1976, men vidareutvecklades i samarbete med flera telebolag och lanseringen skedde 1980.
X.25 lämpar sig mycket bra i felbenägna nätverk med mycket störningar på grund av dess väl utvecklade felkontroll. Varje nod i ett X.25-nätverk genomför sin egen felkontroll och återsändningsmekanism. Ursprunglig bandbredd var maximalt 64 kbps, men 1992 uppdaterades standarden till att klara 2 Mbps. Det huvudsakliga användningsområdet är för kreditkortsterminaler och uttagsautomater. I övrigt är användningen av X.25 idag i stort sett avvecklad.

## Gränssnitt
Gränssnittet mellan användare och nätverk definieras av en stack med tre nivåer, delvis jämförbara med den senare OSI-modellens tre nedersta nivåer. Dessa nivåer kallas
V.24Det fysiska gränssnittet
LAPBLink access procedure balanced
X.25L3Packet layer protocol (motsvarar OSI nivå 3 och delvis nivå 4)
En överföring inleds genom en handskakning mellan sändare och slutlig mottagare. Ett paket sänds och en Logic Channel Identifier (LCI) lagras i varje nod, så att de senare kan identifiera den trafik som hör till en specifik förbindelse. LCI:n anger det logiska kanalnumret. Flera logiska kanaler kan samsas på samma fysiska kanal.
Datautbytet sker i paket vars storlek varierar mellan 16 och 1024 oktetter data plus styrdata (adressuppgifter, felhantering, omsändning). Normalt skickas mellan 2 och 7 paket innan kvittens inväntas från mottagande nod.
Efter fullbordad överföring raderas informationen om den logiska kanalen från alla noder. 
Genom denna gränssnittsuppbyggnad klarar X.25 att öppna flera punkt till punkt–förbindelser från ett ställe till ett annat. Det kan användas med såväl dataöverföringsprotokollen TCP/IP som Novell IPX. Då TCP/IP och X.25 har egna nätskikt med egna huvuden skapas dubbla datagramhuvuden, vilket i sin tur ger mindre plats för nyttolasten. De båda protokollen samordnas inom standardiseringsorganisationen International Organization for Standardization (ISO).

## Historia
X.25 utvecklades under 1960-talets slut och 1970-talet när datorer blev billigare och vanliga nog att koppla samman till nätverk. X.25 baserades på antagandet att länkarna mellan noderna i ett nätverk var felbenägna. Felbenägenheten i de dåvarande nätverken var mycket högre än vad som är fallet i dagens nätverk. Om ett paket fick färdas i ett nätverk okontrollerat mellan flera noder var risken stor att det skulle komma fram till sin slutdestination felaktigt. Därför specificerade X.25 att varje länk i nätverket skulle ha egen felkontroll och återsändningsmekanism.
Protokollet utvecklades främst av telefonbolag och gjordes för att främst fungera över det analoga telenätet och ISDN. Allteftersom höghastighetsalternativ och pålitliga ledningar blivit billiga, så har behovet av felkontroll vid varje nod minskat. Att buffra data i varje nod är också en ineffektiv metod för långa avstånd. Protokollet är därför på väg att fasas ut helt.
X.25 är dock än idag en del av ISDN-standarden och används fortfarande i stor utsträckning till betal-terminaler just för sin höga transmissionssäkerhet; data sänt med X.25 kommer garanterat fram felfritt. Senare transmissionsteknik bygger på att kontroll av överföringen endast sker mellan ursprunglig sändare och slutlig mottagare (end-to-end connectivity) och om så behövs en omsändning begärs mellan dessa noder. Denna ändring av strategi i moderna protokoll är nödvändig för att man skall kunna höja transmissionshastigheten till de höga hastigheter som är standard i dag.

## Datapak
Det svenska Televerket bytte 1985 namn på sin X.25-tjänst till Datapak, ett namn som fortfarande används. Tidigare hade den kallats både Telepak och Databas 300. Det fanns två Datapak-nät, kallade Datapak I och Datapak II. Det först inhandlade var Datapak I, levererades av Tymnet och baserades på egenutvecklad hårdvara ur den så kallade Engine-familjen.
Den svenska leverantören av Tymnet-hårdvara var den amerikanska koncernen McDonnell Douglas, som på sitt svenska kontor i Bromma hade en nod i det internationella Tymnet-nätverket. Länken till USA bestod i början av en fast modemförbindelse med en för denna tidpunkt mycket höga hastigheten av 64 kbit/s.